# Astrofotometrie
Die Astrofotometrie beschreibt die Lehre, die Helligkeit (und somit die Größe) von Fixsternen zu ermitteln.
Die Helligkeit von Fixsternen zur Bestimmung ihrer Größe wurde bereits 1925 von dem schwedisch-dänischen Astronomen Svante Elis Strömgren in seinem Buch über die Hauptprobleme der Modernen Astronomie beschrieben.

## Arten der Astrofotometrie
Man unterscheidet drei verschiedene Arten der Astrofotometrie. Je nach Anwendungszweck bzw. beabsichtigtem Forschungsergebnis wird entweder die visuelle Astrofotometrie, die fotografische Astrofotometrie oder die fotoelektrische Astrofotometrie angewendet.

## Zweck
Den verschiedenen Anwendungen gemein ist der Forschungszweck, dem Ermitteln der Helligkeit der Gestirne. Allgemein üblich ist heute die fotoelektrische Astrofotometrie, da sich durch hinzuschalten diverser Farbfilter zusätzlich Erkenntnisse über den physikalischen Zustand der Sterne erkennen lassen.